# 顕密体制
顕密体制（けんみつたいせい）とは、歴史学者黒田俊雄が提唱した日本の中世宗教体制に関する学説。岩波書店『日本中世の国家と宗教』（1975年）で「中世における顕密体制の展開」というタイトルで発表した。

## 概略
戦後の中世仏教史では、旧仏教である南都六宗と平安二宗（天台宗、真言宗）は対等な存在として対立的または排他的な関係のもとに併立しているとの見方が大勢を占めていた。
それに対し黒田は、文献に現れる顕密（当時は一切の仏教を表現する用語）という言葉を用語化して顕密体制論という学説を提唱した。
実際に日本中世において正統と見なされた宗教は、平安時代以来密教を基軸に統合された顕密の仏教であり、旧仏教八宗は併立していたのではなく、密教に見ることが出来る鎮魂呪術的信仰という共通の基盤の上に密教の絶対的・普遍的真実性を前提とした競合的な秩序を形成していたものであるとし、延暦寺などの旧仏教系寺院が、このような秩序を保ちつつ国家権力と密着し、正統な宗教としてのあり方を固めた体制が中世を通じて見られたとするのが顕密体制論である。
この理論により、戦後見られた鎌倉新仏教を中世仏教の代表と見なす見解に対し、旧仏教が中世仏教の本流であるという認識が生まれた。また、黒田の提唱した権門体制論の国家像を前提としながら、政治社会史全体の構図の中に仏教を取り入れることにより、仏教史に新たな視点を追加した。